# Josep Aguiló i de Blasco
Josep Aguiló i de Blasco (Tarragona, 11 de juliol de 1888 – Llagostera, Gironès, 27 de març de 1958) fou músic i compositor de sardanes.
Va residir a Llagostera des de 1926. Músic de vocació i de caràcter bohemi, va alternar al llarg de la seva vida la feina d'instrumentista i compositor amb la d'agutzil. També va portar a terme alguns projectes mecànics, i fins i tot va intentar comercialitzar sense èxit un nou model de fanal de locomotora. La seva passió per la música el va portar a exercir de professor a l'escola municipal de música de Llagostera, i va treballar amb les millors orquestres de l'època: la Principal de Cassà, la Principal de Girona, la Principal de Llagostera i la Principal de la Bisbal. El seu caràcter jovial i bohemi i la seva faceta d'inventor van afavorir que se'l conegués amb el sobrenom d'en Regadora. Llagostera li va retre diversos homenatges i li va dedicar un carrer.
Va compondre unes 300 sardanes, i encetà el gènere de la sardana publicitària, en el qual s'emmarquen obres com L'Anís del Tigre i La veu del seu amo. Un carrer de Llagostera porta el seu nom.